# 塔吉熙克
塔吉熙克（荷蘭語：Tagisikel）是17世紀台灣西拉雅族信仰的一位女神，西拉雅十三神之一。與丈夫塔吉鐵拉共同掌管疾病之事。